# Torre delle Cannelle (Talamone)
La Torre delle Cannelle è una torre costiera situata a nord della località di Talamone, nel territorio comunale di Orbetello. La sua ubicazione è a picco sul mare nel Parco naturale della Maremma, su un promontorio dei Monti dell'Uccellina compreso tra il promontorio di Cala di Forno e quello di Talamone.

## Storia
La torre fu costruita dai Medici nella seconda metà del Cinquecento ai confini meridionali del Granducato di Toscana; svolgeva funzioni di avvistamento e di difesa attiva del tratto costiero, con possibilità di comunicare con la non lontana Torre di Poggio Raso, situata su un poggio più interno, in caso di pericolo imminente proveniente dal mare.
Verso la fine del Settecento furono effettuati lavori di ristrutturazione dell'intero complesso che non versava in buone condizioni.
Un ulteriore periodo di degrado si è verificato dall'Unità d'Italia in poi, quando la torre fu dismessa delle originarie funzioni. Venduta in seguito a privati, la struttura è stata completamente restaurata e adibita a residence alberghiero. In epoca recente, sono stati costruiti alcuni fabbricati attorno alla fortificazione.

## Descrizione
La Torre delle Cannelle si presenta a sezione quadrangolare, con possente basamento a scarpa cordonato. L'accesso alla torre avviene attraverso una porta che si apre al piano rialzato, a cui si accede attraverso una rampa di scale con ponte levatoio finale. Il complesso è rafforzato da una cortina muraria esterna che delimita l'area della fortificazione, dove la torre propriamente detta è circondata da un cortiletto che si estende fino alle mura di cinta.
Le pareti esterne, che erano originariamente rivestite in pietra, sono state quasi del tutto intonacate a seguito di lavori di restauro relativamente recenti. La parte alta della torre è rimasta priva di coronamenti sommitali che delimitavano la terrazza dalla quale le sentinelle svolgevano in passato il compito di avvistamento di potenziali pericoli provenienti dal mare.